# Elisabethfehn

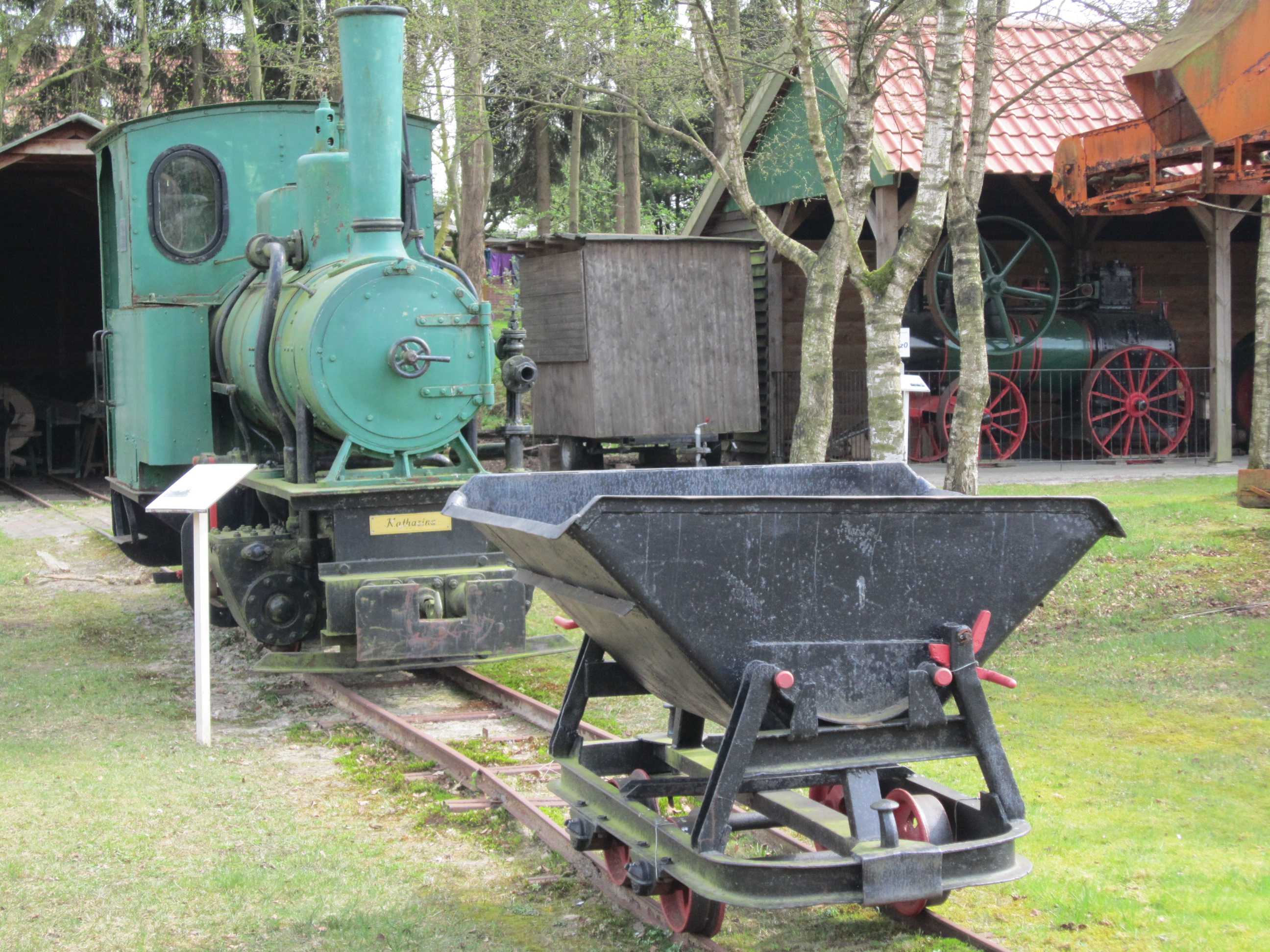
Maschinen auf dem Freigelände des Moor- und Fehnmuseums

Elisabethfehn ist eine zur Gemeinde Barßel gehörende Ortschaft im Landkreis Cloppenburg im Nordwesten von Niedersachsen (Deutschland).

## Geschichte
Ab 1855 entstand durch den Bau eines Fehnkanals (dem heutigen Elisabethfehnkanal) im ehemaligen Ostermoor die Fehnsiedlung Hunte-Ems-Kanal. Am 4. August 1880 wurde sie nach Elisabeth Pauline Alexandrine von Sachsen-Altenburg, der Frau des regierenden Großherzogs Nikolaus Friedrich Peter, Elisabethfehn genannt.

### Kanalbau
Am 22. September 1855 begannen die Arbeiten am Hunte-Ems-Kanal, dem heutigen Elisabethfehnkanal, zunächst von Hand, ab 1872 mit Hilfe von dampfbetriebenen Hodgesschen Schiffen. 1878 war die Strecke des Kanals bis zur Abzweigung an den Friesoyther Kanal gegraben. Die Baukosten betrugen einschließlich aller Brücken und Schleusen 1.100.000 Mark. Am 1. Oktober 1893 war der Hunte-Ems-Kanal in seiner vollen Länge fertiggestellt. Am 16. März 1894 wurde er nach 38-jähriger Bauzeit offiziell seiner Bestimmung übergeben.

### Besiedlung

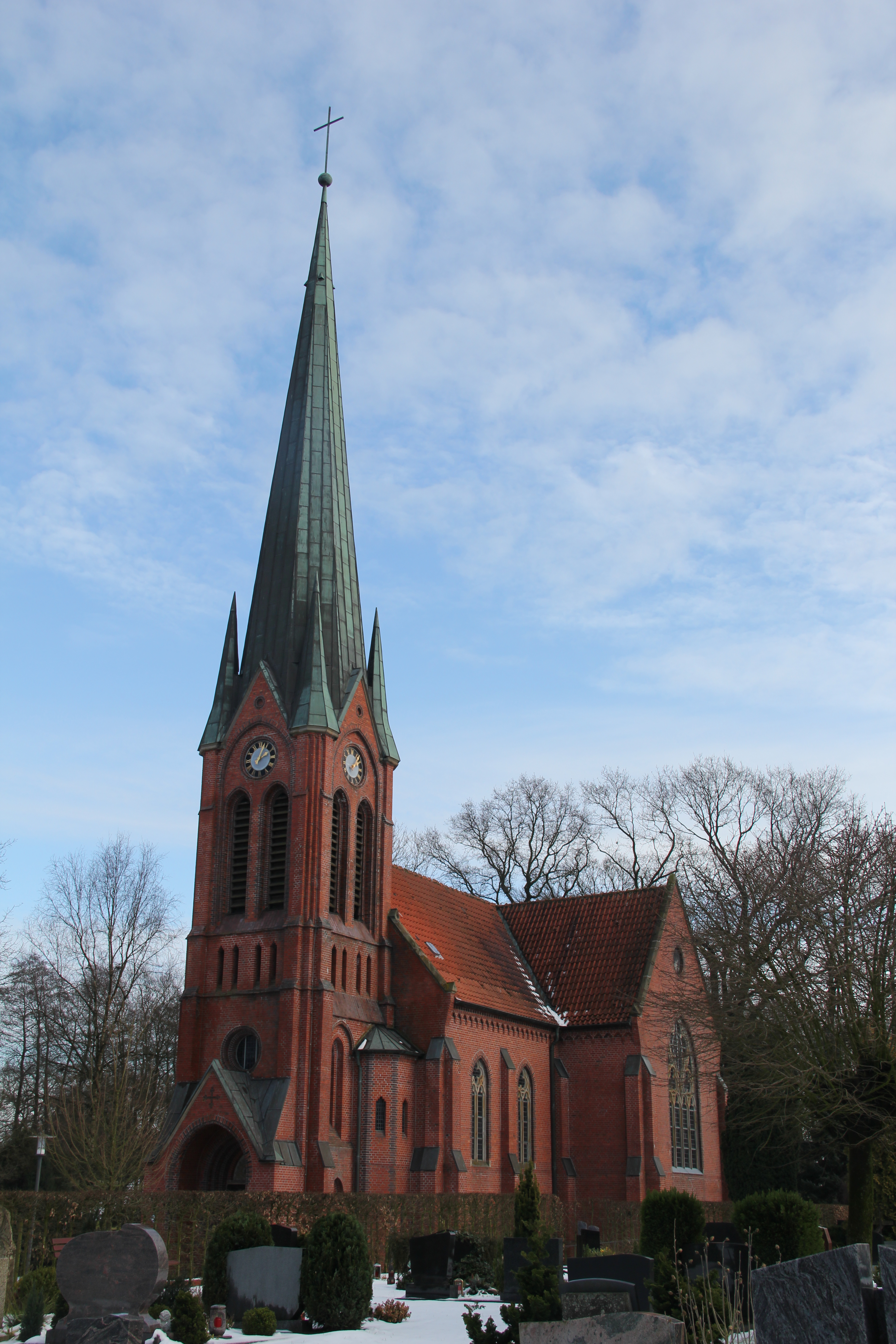
Evangelische Christuskirche in Elisabethfehn

Die Kolonisierung am Hunte-Ems-Kanal im Bereich des heutigen Elisabethfehnkanals erfolgte in zwei Perioden, die erste von 1862 bis etwa 1898, die zweite ab 1898. Mit Torfschiffen (Muttschiffen, Poggen) wurde der Torf abtransportiert. Die ersten 34 Kolonate wurden offiziell meistbietend am 23. Oktober 1863 in Osterhausen verkauft. Die Kolonate hatten alle eine Breite von 300 Fuß (90 Meter) bei unterschiedlichen Längen. Laut einer Volkszählung waren im Jahre 1895 in Elisabethfehn bereits 557 Einwohner registriert.
1949 wurde von den Bewohnern in Elisabethfehn durch Volksentscheid die Zusammenlegung der Schulachten (Schulaufsicht) der Evangelischen Schulen Elisabethfehn und Barßel der Anschluss an die Gemeinde Barßel betrieben, der 1951 verwaltungsmäßig abgeschlossen war. Seitdem besteht das Saterland nur noch aus den an der Sagter Ems liegenden vier überwiegend katholischen Gemeindeteilen.
Das Moor- und Fehnmuseum Elisabethfehn ist seit 2010 eine Station der Route der Industriekultur im Nordwesten und damit Teil der Europäischen Route der Industriekultur.
Alljährlich findet an Christi Himmelfahrt in Elisabethfehn ein Großflohmarkt statt, der mit ca. 2000 entlang dem Elisabethfehnkanal aufgestellten Tischen als längster Flohmarkt Deutschlands gilt.

## Historische Kulturlandschaft
Elisabethfehn ist eine 18 km² große historische Kulturlandschaft von landesweiter Bedeutung innerhalb des Kulturlandschaftsraums Oldenburger Münsterland. Diese Zuordnung zu den Kulturlandschaften in Niedersachsen hat der Niedersächsische Landesbetrieb für Wasserwirtschaft, Küsten- und Naturschutz (NLWKN) 2018 getroffen. Ein besonderer, rechtlich verbindlicher Schutzstatus ist mit der Klassifizierung nicht verbunden.

## Verkehr

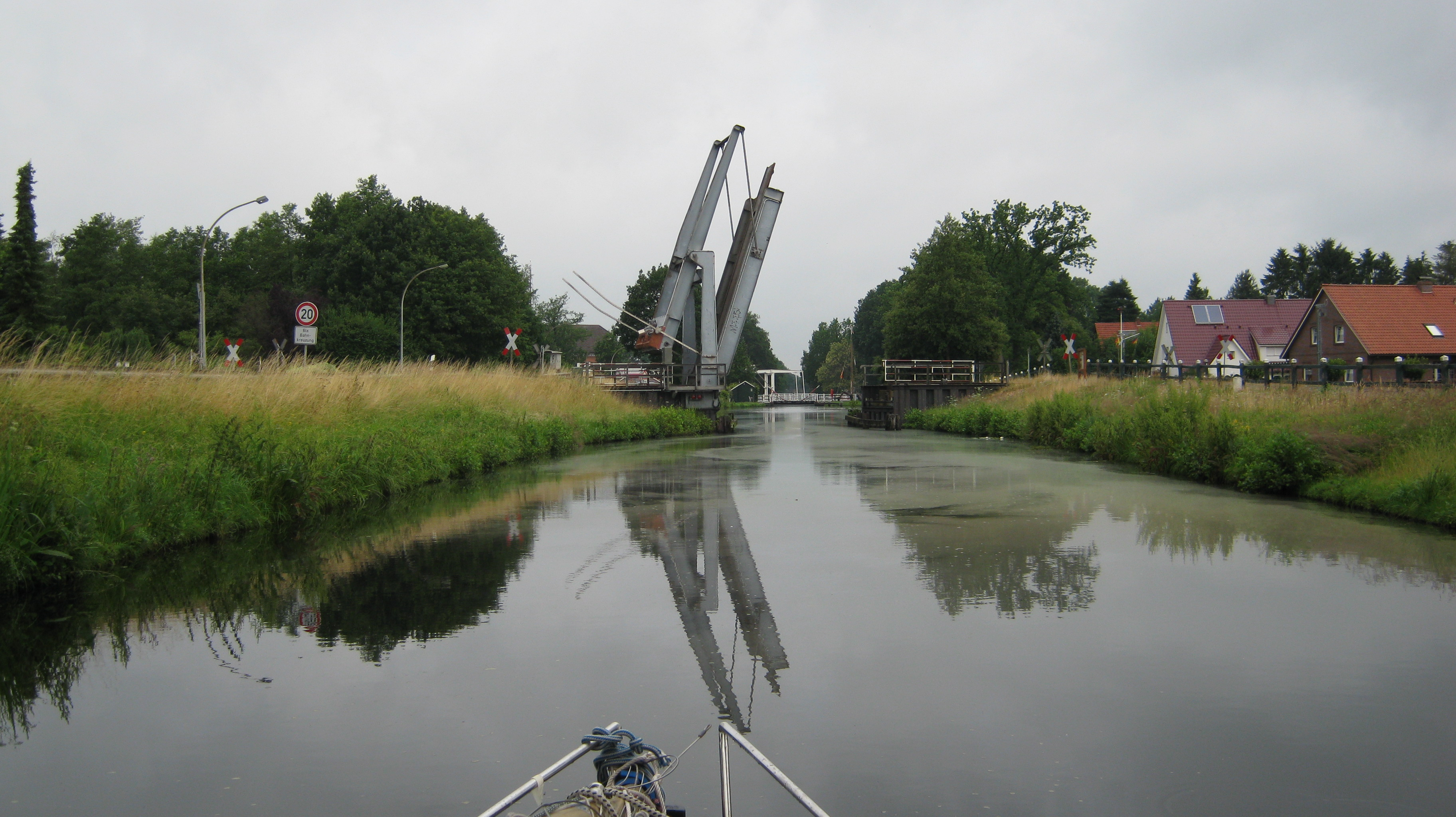
Geöffnete Klappbrücke der Bahnstrecke Cloppenburg–Ocholt über den Elisabethfehnkanal

Die Bahnstrecke Cloppenburg–Ocholt überquert den Elisabethfehnkanal.

## Söhne und Töchter des Ortes
- Laurentius Siemer (* 1888; † 1956 in Köln), Provinzial der Dominikaner